# Dijkzigt (métro de Rotterdam)
Dijkzigt est une station de la section commune aux  lignes A, la B et la C du métro de Rotterdam.  (Burgemeester s'Jacobplein) dans la ville de Rotterdam aux Pays-Bas.
Mise en service en 1982, elle est desservie depuis 2009 par les rames des lignes A, B et C du métro.

## Situation sur le réseau

Plan du métro.

Établie en souterrain, Dijkzigt, est une station de passage de la section commune entre la ligne A, la ligne B et la ligne C du métro de Rotterdam. Elle est située : entre la station Eendrachtsplein, sur la section commune (A+B+C), en direction du terminus nord de la ligne A Binnenhof, ou du terminus nord de la ligne B Nesselande ou du terminus nord de la ligne C De Terp; et la station de la section commune A+B+C Coolhaven, en direction : du terminus sud-ouest de la ligne A Vlaardingen-West, ou terminus sud-ouest de la ligne B Hoek van Holland-Haven, ou du terminus sud de la ligne C De Akkers,,.
Elle comporte deux voies encadrées par deux quais latéraux.

## Histoire
La station Dijkzigt est mise en service le 10 mai 1982, lors de l'ouverture à l'exploitation de la section de Coolhaven à Capelsebrug, d'une ligne que l'on dénomme alors la ligne Est-Ouest (nl). Elle est nommée en référence au quartier Dijkzigt où se situe cette situation.
Les lignes du métro sont renommées, en décembre 2009, selon la dénomination toujours en vigueur : A, B et C.

## Services aux voyageurs

### Accès et accueil
Le hall de la station situé au-dessus des quais compte deux sorties, une sur la Saftlevenstraat et l'autre sur la place Bourgmestre s'Jacob (nl), entre les deux sorties se situe la rue Rochussenstraat (nl). Dans le hall de la gare, sous la Rochussenstraat, se trouve un bureau de la RET et deux magasins. Par ailleurs la station est équipée d'automates pour l'achat ou la recharge de titres de transport et elle dispose d'un ascenseur pour l'accessibilité des personnes à la mobilité réduite.

### Desserte
Dijkzigt est desservie par les rames des lignes A, B et C du métro.

Installations et desserte
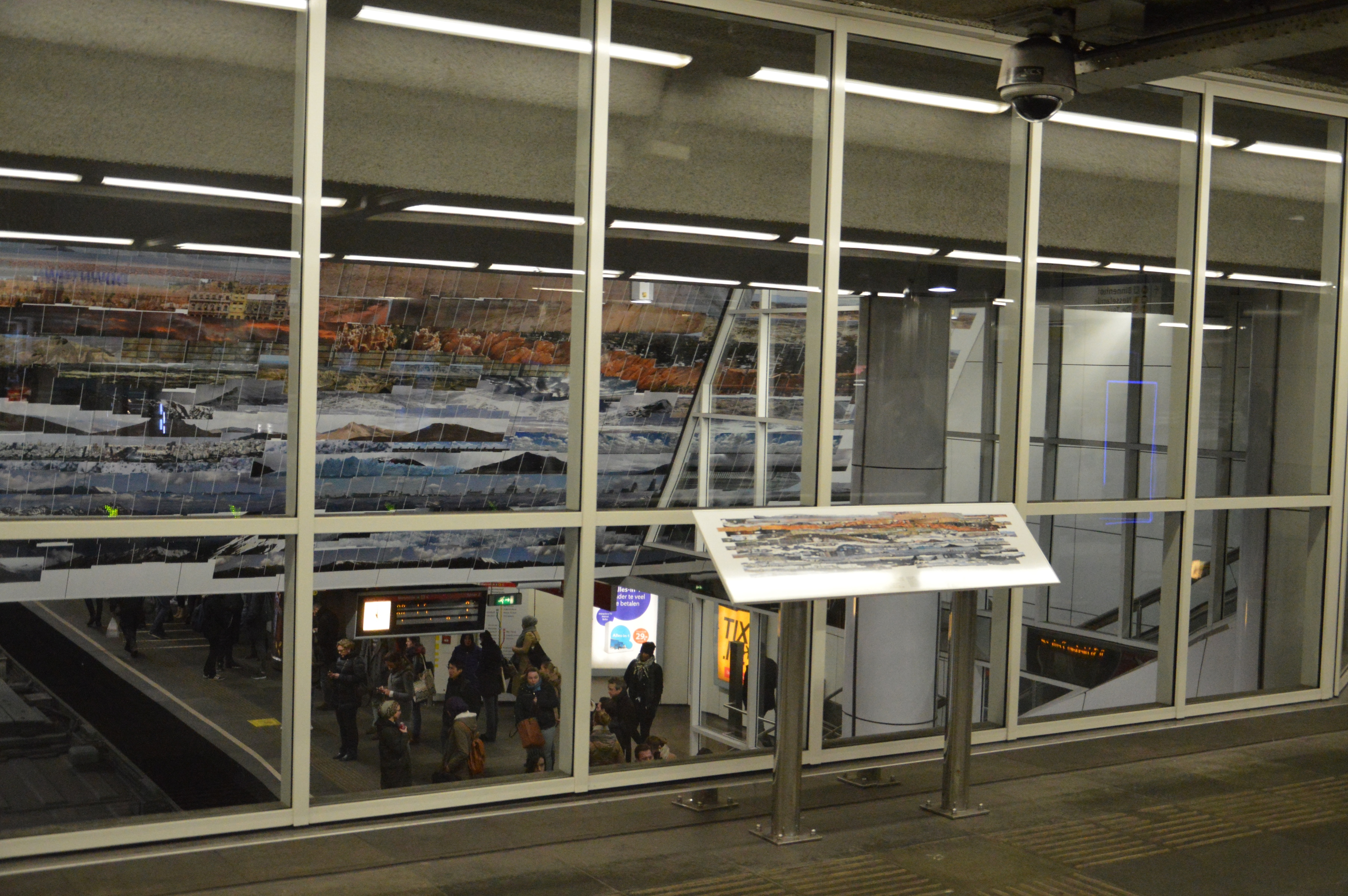
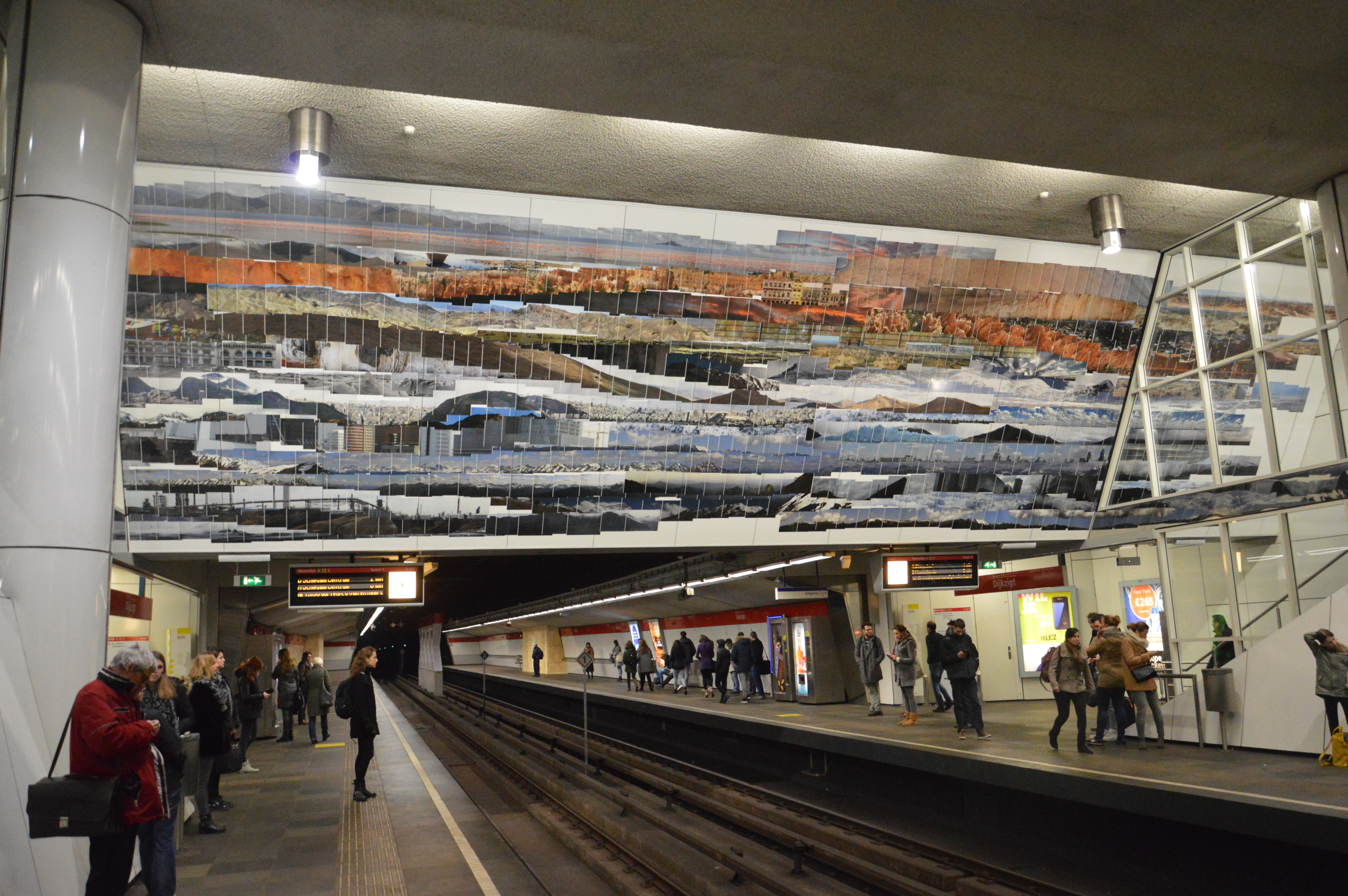
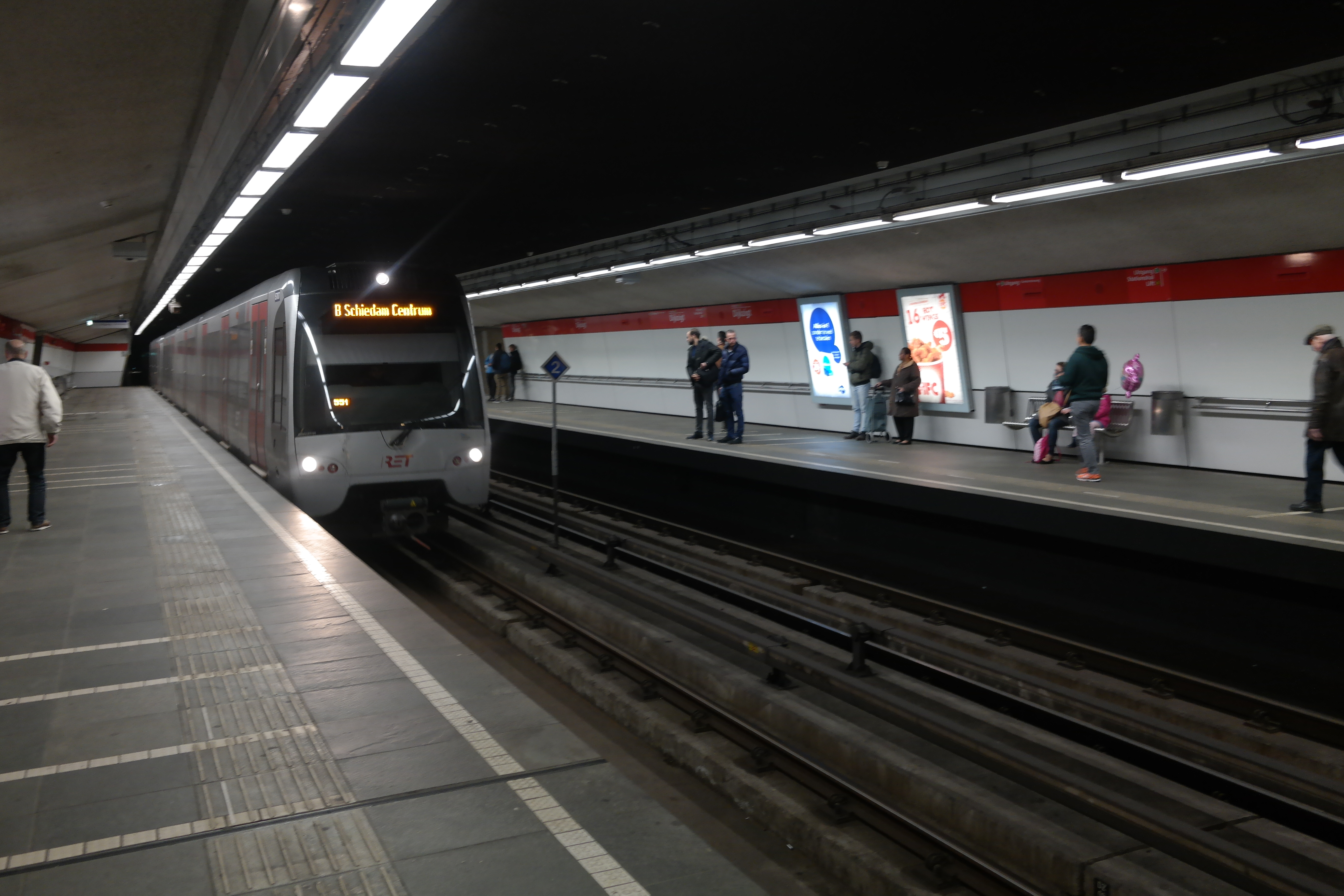

### Intermodalité
La station est desservie par un arrêt de la ligne de bus 44.

## À proximité
À proximité de la station se trouve le centre médical Érasme et l'hôpital pour enfants Sophia. La station est également à distance de marche de l'Université des sciences appliquées de Rotterdam et le gymnase érasmien (nl).